# 新格利比夫
48°53′56″N 27°12′28″E / 48.89889°N 27.20778°E
新格利比夫（烏克蘭語：Новий Глібів），是烏克蘭西部的村莊，隸屬赫梅利尼茨基州的卡緬涅茨-波多利斯基區。該村始建於1923年，面積0.75平方公里，海拔高度294米，2001年人口120。